# Pere Labèrnia Esteller
Pere Labèrnia Esteller (Traiguera, Baix Maestrat, 19 de febrer de 1802 - Barcelona, 28 de juny de 1860) va ser un lexicògraf, gramàtic i humanista valencià establert a Catalunya.

## Biografia
Pere Labèrnia i Esteller va néixer a Traiguera, poble pertanyent al partit judicial de Sant Mateu, a la província de Castelló, i hi fou batejat per mossèn Joaquim Tallada, vicari, a l'església parroquial, el dia 19 de febrer de 1802, segons es pot llegir en la partida número 20, foli 16, del llibre de batejos. Fill de Manuel Labèrnia i Magdalena Esteller, nascuts al mateix poble, dels quals no hi consta la professió o art a què es dedicaven. Des dels més tendres anys Labèrnia mostra una marcada inclinació per l'estudi i encara molt jove els seus pares el van enviar al Seminari Conciliar de Tortosa, on va estudiar tres anys de Filosofia, dos de Teologia Escolàstica i un de Moral i s'hi va distingir per la seva aplicació i talent. Amb vint-i-tres anys, el 1825, desitjant ampliar els seus coneixements i estudis, va traslladar-se a Barcelona, on viuria fins a la seva mort. Hi va acabar de cursar Teologia Escolàstica al Col·legi Tridentí, a més d'un any de Moral impartit pels Salmaticencs.
Després de finalitzar aquestes matèries, va canviar l'orientació dels seus estudis i es va doctorar en Lletres l'any 1828.
El dia 1 de desembre de 1829 es va casar amb Francesca Llatse. Més endavant va contreure segones i terceres núpcies amb Feliciana Casals i Camila Rebull, respectivament. Va tenir tres fills, una noia del primer matrimoni, Mercè Labèrnia Llatse, i dos nois, un del segon matrimoni, Pere Labèrnia Casals, i un del tercer, Ramon Labèrnia Rebull. 
El 9 d'agost de 1836 va ingressar a la Reial Acadèmia de Bones Lletres de Barcelona com a membre honorari adscrit a la secció Literària. En la sessió que se celebrà el dia 18 de maig de 1837, llegí una memòria que es titulava Observaciones acerca del estilo y diversos géneros y también sobre el lenguaje trópico y figurado, text en el qual es posaren en relleu la il·lustració i competència de Labèrnia. A la distinció que li feu la corporació correspongué Labèrnia dedicant-li el seu primer Diccionari de la llengua Catalana ab la correspondència castellana i llatina. Aquest diccionari fou imprès el 1839, format per dos grans volums en quart; se'n feren dues edicions més el 1864 i 1888.
Carreres Bulbena indica que Pere Labèrnia, als vint-i-cinc anys fundà el Col·legi de Sant Pere. A més va ser director de la Institució, agregada a la Universitat Literària de Barcelona. Finalment, amb data del 14 de juliol de 1851, Pere Labèrnia i Esteller atorgava l'escriptura de venda del dit Col·legi a Valentí Rafael, mestre d'educació primària de Barcelona.
Morí el dia 28 de juny de 1860, vespre del seu sant.
Molt pocs es van assabentar de la seva defunció, ja que Labèrnia havia viscut retirat i entregat per complet als seus estudis. Bona prova d'això la tenim al Diario de Barcelona, el qual no va fer referència a la notícia de la defunció fins a l'11 de juliol de 1860, o sigui tretze dies després de la seva mort. 

## ElDiccionari de la llengua Catalana ab la correspondència castellana i llatina
El diccionari de Labèrnia és un referent en la lexicografia bilingüe i plurilingüe entre el castellà i el català amb diversos motius. En primer lloc, perquè el lèxic de la Renaixença, que va mantenir un cert prestigi i autoritat fins a la publicació del Diccionari General de la Llengua catalana de Pompeu Fabra, ja en el segle xx, va ser el que contenia el diccionari de Labèrnia. El diccionari de Labèrnia va ser l'únic que va tindre acceptació general. És el diccionari de base de la lexicografia actual i la seva influència es va estendre als diccionaris de referència del segle xx, tant monolingües com bilingües. En aquest sentit destaca la seva influència en les fonts del Diccionari català-valencià-balear d'Antoni M- Alcover. A més a més, el diccionari de Labèrnia va constituir el referent i l'autoritat més sòlids de la llengua catalana fins a la publicació, el 1932, del diccionari de Pompeu Fabra, justament l'any en què els usuaris valencians de la llengua catalana se sumaven a la unitat ortogràfica amb les Normes Ortogràfiques de Castelló. D'aquesta manera, es pot tindre idea de com Labèrnia és un dels personatges més importants de la història de la llengua catalana.
El 18 de juliol de 1839, Pere Labèrnia i Esteller, en la seva qualitat d'autor del Diccionari de la llengua catalana ab la correspondencia castellana y llatina, juntament amb Francesc Martras com a soci capitalista i en poder del notari Joaquim Roca Giol, formalitzaren un contracte amb l'impressor barceloní Josep Maria Bocabella per l'edició de la citada obra. Ambdós, per l'obtenció de la citada finalitat, acorden i convingueren el compliment efectiu de disset pactes i condicions. 
El primer volum de la seva obra va ser publicat en 1839 i el segon, en 1840, després de 18 anys d ”intens treball” (així ho expressa l'autor en el pròleg de la versió catalana-castellana). 
La seva obra va conèixer tres edicions més, revisades i corregides, el 1864-65 per Lluís Tasso, el 1868 pels germans Espasa i el 1888-1892 per Apel·les Mestres. L'èxit del diccionari va permetre que l'editorial Salvat el reedités encara que sense constar Pere Labèrnia com a autor amb el títol Diccionari de la llengua catalana ab la correspondència castellana. Posteriorment, una volta acceptades les normes ortogràfiques de l'Institut d'Estudis Catalans, altres editorials el tornaren a editar amb la denominació Diccionari enciclopèdic de la llengua catalana amb la correspondència castellana. L'última edició controlada es va fer el 1930-1936 en quatre volums. 

## Informació respecte altres obres
Després de publicat el diccionari, Labèrnia continuà amb els seus estudis, corregint les seves notes, consultant de nou i, servint-li de base els treballs que ja tenia fets, es dedicà a aplegar materials per a la publicació de la segona part de la seva obra, o sigui del Diccionario de la llengua castellana con la correspondència catalana y latina”. En aquest cas Labèrnia hagué de superar una sèrie d'obstacles per a veure aquesta obra publicada, com ell mateix indica en un anunci publicat en el diari de Barcelona El Imperial, pertanyent al dia 19 d'octubre de 1842. Vençudes les dificultats que es van presentar al seu pas, dos anys després, en 1844, es publica la seva nova obra a Barcelona, sota l'estampa de Grau, format per dos volums, dels quals es van fer una segona edició en 1866 en l'estampa de Jaume Jesús de Barcelona. Aquest diccionari no va defraudar les esperances que el públic havia posat en ell, essent tan ben rebut com el primer . 
Poc després publicà un tractat d'Ortografia de la llengua castellana, del qual es feren dues edicions soltes, encara que s'havia compromès, en el pròleg del diccionari castellà, a publicar-la al final d'aquest. 
La seva popularitat i competència com a entès filòleg i bon creador de diccionaris s'estengué ben aviat per tot arreu. Això explica que rebé les proposicions d'un particular per a mamprendre la formació d'un Diccionari de la llengua catalana ab la correspondencia castellana y llatina, aquest sent més amanós i de menys dispendi, per a satisfer els desitjos de la joventut estudiosa. Labèrnia, no es feu de pregar i emprengué la nova tasca, i el 1850 va veure la llum a Barcelona aquest diccionari. A més a més, tres anys després, en 1853, va aparèixer la segona part de l'anterior. 
Labèrnia va ser un consumat mestre de la llengua llatina i era conscient que la gramàtica llatina que es feia servir llavors era susceptible d'algunes millores, ja que era un cúmul ple de regles que podien saturar a la memòria i confondre les idees, la qual cosa produïa que molts joves es retragueren en el seu estudi. Per a minorar aquests obstacles Labèrnia publicà el 1852 una Gramatica latina, donant regles senzilles per a comprendre i retindré la informació de manera senzilla i clara. 
Altrament, fou un correcte i excel·lent poeta, que va escriure una Retòrica en vers, que no va acabar mai, i es va excusar dient que fins que no acabarà el diccionari català no la trauria a la llum.

### Biògrafs de Pere Labèrnia
Segons Josep Maria Madurell, el primer biògraf de Labèrnia va ser el bisbe d'Astorga Fèlix Torres Amat, que se'n va ocupar a les Memorias para ayudar a formar un Diccionario Crítico de los Escritores Catalanes y dar alguna idea de la Antigua y Moderna Literatura de Cataluña (1836). Més endavant, Antoni Elias de Molins va incloure la biografia de Labèrnia en el seu Diccionario biográfico y bibliográfico de escritores y artistas catalanes del siglo XIX (1895). Altres autors que han escrit sobre la seva vida i obra són Josep Ribelles Comín, a la Revista de Bibliografia Catalana (1903), i l'acadèmic Josep Rafael Carreras Bulbena, al Boletín Real Academia Buenas Letras de Barcelona (1929-1930).

## Obres

### Obres impreses
- Diccionari de la llengua catalana ab la correspondencia castellana i llatina, Barcelona, primera edició: 1839 (vol. 1) i 1840 (vol. 2)
- Diccionario de la lengua castellana con la correspondencia catalana y latina, Barcelona, 1844 (vol. 1) i 1848 (vol. 2)
- Ortografía de la lengua castellana, Barcelona, segona edició: 1849 (de la primera es desconeix la data)
- Diccionario manual de la lengua Castellana con la correspondencia latina, Barcelona, 1850
- Gramatica latina, Barcelona, 1852
- Diccionario manual de la lengua Latina con la correspondencia castellana, Barcelona, 1853
- Novísimo diccionario de la Lengua Castellana con la correspondencia Catalana, Barcelona, 1866 (vol. 1) i 1867 (vol. 2)

### Obres inèdites
- Observaciones acerca del estilo y diversos géneros y también sobre el lenguaje trópico y figurado (memòria llegida a la Reial Acadèmia de Bones Lletres de Barcelona el 28 de maig de 1837)
- Compendi d'història antiga, en diàleg, per a ús de les escoles
- Diccionari de la llengua grega, amb la seua correspondència a l'espanyol (sense acabar)
- Tractat sobre les partícules llatines, amb la seua correspondència castellana i catalana, comprovat amb cites d'autors clàssics
- Retòrica en vers (sense acabar) amb poesies sobre diversos temes, de les quals només queda el testimoni de les que va escriure en el tractat sobre «Origen, definición, causa, efectos y uso de los tropos», i d'una Décima que conté «el coro de las musas», gràcies a Torres Amat, que les inclou en les seues Memorias.[4]